# 러브 앤 몬스터스
《러브 앤 몬스터스》(영어: Love and Monsters)는 2020년 공개된 미국의 괴물, 모험 영화으로, 마이클 매슈스가 감독을 맡았다.
러브 앤 몬스터스는 원래 2020년 3월 파라마운트 픽처스(Paramount Pictures)에서 대규모 극장 개봉을 받을 예정이었다. 코로나19 팬데믹으로 인해 스튜디오는 2020년 10월 16일 주문형 비디오와 일부 극장을 통해 영화를 디지털 방식으로 개봉하기로 결정했다. 영화의 국제 개봉은 2021년 4월 14일 서비스로 영화를 개봉한 넷플릭스가 담당했다. 이 영화는 비평가들로부터 전반적으로 긍정적인 평가를 받았으며 제93회 아카데미 시상식에서 최우수 시각 효과상 후보에 올랐다.

## 줄거리
소행성 파괴로 인해 지구에 방사능 낙진이 발생하고, 냉혈 동물들이 거대 괴물로 변이하여 인류 대부분이 멸망한다. 주인공 조엘은 대피 과정에서 여자친구 에이미와 헤어지지만, 부모님이 괴물에게 살해당하기 직전 그녀를 꼭 찾겠다고 약속한다.
7년 후, 조엘은 지하 벙커에서 다른 생존자들과 살아가지만, 대부분 커플을 이루고 괴물과 싸우며 물자를 구하는 반면, 위험한 상황에서 몸이 얼어붙는 조엘은 주방 일을 맡고 있다. 거대 개미 괴물이 벙커를 침입해 동료가 죽자, 조엘은 혼자가 되지 않기 위해 에이미를 찾아 떠나기로 결심한다.
여행 중 조엘은 거대 두꺼비 괴물에게 공격받지만, '보이'라는 떠돌이 개에게 도움을 받는다. 보이와 함께하며 위험한 상황을 헤쳐나가던 조엘은 모래벌레 괴물 둥지에 빠지고, 클라이드와 미노우라는 생존자들에게 구조된다. 이들은 추위를 피해 괴물이 적은 북쪽 산맥으로 향하고 있었는데, 조엘에게 생존 기술을 가르쳐준다. 함께 가자는 제안을 거절한 조엘은 그들에게 수류탄을 받고 다시 길을 나선다.
보이가 거대 지네 괴물에게 잡히자, 조엘은 주저하지만 결국 석궁으로 보이를 구출한다. 폐허가 된 모텔에서 그들은 '메이브1스'라는 로봇을 만나고, 메이브1스의 도움으로 조엘은 잠시 에이미와 연락한다. 에이미는 다른 생존자들과 함께 안전한 곳으로 이동 중이라고 알려준다. 다음 날, 거대 모래벌레 여왕에게 공격받지만, 조엘은 수류탄으로 여왕을 처치한다. 이후 보이에게 화를 내자, 보이는 도망친다. 조엘은 웅덩이를 건너다가 거머리에게 물려 환각 증세를 보지만, 구조된다.
조엘은 마침내 에이미를 만나지만, 그녀는 해변에서 노인들을 돌보는 지도자가 되어 있었다. 조엘은 에이미와 재회하지만, 그녀는 사랑했던 사람을 잃고 변했다는 것을 고백한다. 조엘은 자신의 벙커로 돌아가기로 하지만, 그곳도 위험해졌음을 알고, 동료들도 떠나야 한다는 것을 알게 된다. 조엘은 에이미에게서 독이 든 열매를 받게 되고, 선장의 음모를 알아차리고 그녀를 구하려다 기절한다.
선장과 그의 일당은 에이미의 생존자들을 모두 묶어 놓고 약탈하려 한다. 선장은 조종되는 거대 게 괴물로 생존자들을 공격하지만, 조엘과 에이미는 탈출하여 맞선다. 보이는 다시 돌아와서 조엘을 돕는다. 조엘은 게 괴물을 죽일 기회를 잡지만, 눈을 보고 적대적이지 않다는 것을 깨닫고 대신 전기 사슬을 끊어 게를 풀어준다. 풀려난 게는 선장 일당의 요트를 침몰시키고, 선장 일당을 모두 잡아먹는다.
조엘은 에이미에게 북쪽으로 이동할 것을 권유하고, 작별 키스를 나눈다. 조엘은 벙커로 돌아가 동료들과 함께 산맥으로 향하기로 한다. 라디오를 통해 다른 생존자들에게도 지상으로 나와 북쪽으로 이동하라고 격려한다. 산맥에 먼저 도착한 클라이드와 미노우는 조엘이 다음 여정을 잘 헤쳐나갈지 궁금해하며 영화는 끝난다.

## 출연
- 딜런 오브라이언 - 조엘 도슨
- 마이클 루커 - 클라이드 더튼
- 아리아나 그린블랫 - 미노
- 제시카 헤닉 - 에이미
- 멜러니 저네티 - 매브1스
- 댄 유잉 - 캡
- 도니 백스터 - 파커
- 엘런 홀먼 - 다나
- 세니 프리티 - 캐런